# Szentjánosbogár közösség
A Szentjánosbogár Közösség olyan magyar alapítású katolikus lelkiségi mozgalom, közhasznú egyesület, melynek tagjai a római katolikus egyház tanítását vallják, és céljuk a fiatalok körében a közösségépítés és a keresztény hit átadása.

## Története
A Szentjánosbogár Közösséget, röviden a Szentjánosbogarat Dunakeszin két plébánia több mint tíz családja hozta létre a 80-as évek második felében azzal a céllal, hogy saját gyermekeik részére tartalmas kikapcsolódást nyújthassanak keresztény körülmények között az általuk hetente szervezett gyerekklubban. A szülők egy kéthetente megjelenő kiadványt is létrehoztak a gyerekek számára, melyet ők írtak és terjesztettek is egyben. Az újság ára mindig 2 gombóc fagyival volt egyenlő. A klubot, a kis újságot – valamint az időközben létrejött énekkart is – Szentjánosbogárnak nevezték.
Több évtizedes kényszertávollét után, 1990-ben érkezett vissza Magyarországra Kanadából A Szív jezsuita újság szerkesztősége, melynek főszerkesztője, P. Sajgó Szabolcs SJ véletlen folytán megismerkedett a Szentjánosbogárral. Mivel a lapnak abban az időben nem volt gyerekrovata, Szabolcs atya „meghívta” erre a szerepre a dunakeszi kis újságot, amely így országosan is ismertté vált. A rovat célja volt, hogy közvetlen viszonyban álljon olvasóival, így aktív levelezést folytattak velük. A jezsuitákkal való kapcsolat révén a közösség fokozatosan megismerkedett az ignáci lelkiséggel. A Szentjánosbogárnak akkora sikere lett, hogy 1991-ben egy három napos nyári tábort is megszerveztek ezeknek a gyerekeknek Dunakeszin, melyre az egész országból több mint száz gyerek érkezett. Bár a szervezők csak egyszeri rendezvényre gondoltak, a következő év tavaszán a gyerekek már élénken érdeklődtek, mikor és hol lesz a következő tábor. Így hát megszervezték a következőt, ugyancsak Dunakeszin, most már több mint 120 résztvevővel. És a következő évben még egyet. Két évvel később már kevés volt az egy tábor, kettőt kellett szervezni, és már ötnaposat. A következő évben pedig már hármat, és ráadásul még egy ifjúsági tábort, a már gimnazista korba lépő „szentjánosbogarak” számára. Így indult aztán a Szentjánosbogár tábor mint állandó, évről évre megismétlődő esemény. Eddig megközelítőleg 70 településen fordultak már meg, egyes helyeken többször is. Jelenleg 5 gyerek-, 2 kamasz- és egy ifitábort szerveznek évente. Ezt egészíti ki az augusztusi úgynevezett szeniortábor (2012-től felnőtt-tábor), mely a vezetők továbbképzését szolgálja. 2000 telén egyesületet hoztak létre, melynek a bíróság megadta a közhasznú státuszt, így a Közösség hivatalos elnevezése: Szentjánosbogár Közhasznú Egyesület. Az egyesület elnöke Sajgó Szabolcs.

## Tevékenysége
A Szentjánosbogár Közösség célja a közösségépítés és a keresztény hit átadása. E célok elérése érdekében szerveznek fiatalok számára táborokat, vezetőképzőket, és szerkesztik A Szív újság gyerekrovatát. a tábor szellemi és lelki programjának két pillére van: a kiscsoportos beszélgetés és a játék, amely minden évben más. Évek óta gyűjtik a játékokat. A táboroknak vannak állandó, kipróbált részei: az első szentmise, a sportverseny, akadályverseny (amelyet évről évre újra elkészít egy külön erre specializálódott csoport), a helyi nevezetességek, néprajzi érdekességek megismerése, a távolabbi kirándulás (busszal vagy vonattal), kiscsoportos jelenetek készítése és előadása, a tábortűz, a szállás megköszönése, a búcsúzás a csoportokban és a záró szentmise. Egy tábor voltaképpen sok lelki nap. Fontosnak tartják a liturgiát, ezért amelyik nap csak lehet, szabadtéri miséik vannak, ahol mindent megtesznek, hogy annak közösségi jellegét a lehető legjobban kiemeljék. Ezt szolgálja pl. a zene és az ének is: minden táborban vannak gitárosaik, és a Szentjánosbogár Énekeskönyvből végigénekelik a tábort. Minden tábor után a résztvevők és a csoportvezetők egy kérdőíven értékelhetik ki a tábort.
Elsősorban fiatal világiak és Loyolai Szent Ignác-i lelkiségű szerzetesek szervezik. Ők ezeken a táborokon az ún. „főbogarak” vagyis csoportvezetők. A mindenkori koordinátoron kívül a Közösséghez tartozók munkája önkéntes. A táborba jelentkezők számának növekedésével egyre több csoportvezetőre van szükség, akik legnagyobbrészt keresztény egyetemisták köréből verbuválódnak, hozzák egymást, illetve évről évre sokan vannak, akik táboraikból felnőve igényt éreznek arra, hogy vezetőként is a Közösséghez tartozzanak. Számukra 1995 tavasza óta évente két turnusban előkészítőt – vezetőképzőt – tartanak a dobogókői Manrézában, amelynek során megismerkednek a gyermekcsoportvezetői magatartással és a Közösség saját, játékos módszerével. A játéktanítás a vezetőképző hétvégék fontos, sok időt igénylő része. A fiatal vezetők országos közösséget alkotnak, évente többször találkoznak a számukra szervezett bálokon, lelkigyakorlatokon, a tanév eleji egynapos „rajzáson”, mely a nyári táborokon részt vett gyerekek találkozója is egyúttal, valamint 1998 óta minden tavasszal rendezett métabajnokságon. Azonkívül több éve rendszeres meghívásokat kap a Közösség katolikus iskolák osztályaitól, hogy játékos, kiscsoportos módszerrel lelkinapokat tartsanak a gyerekek számára. A vezetők kisebb csoportokban mennek el ezekhez az osztályokhoz két-, háromnapos rekollekciókra.
az Irodalmi és Zenei est (IrZen) a táborokban és a bálokon lehetőséget nyújt mindenkinek, hogy előadjon bármit, amit csak tud és szeretne: vers, dal, hangszeres játék, tánc, színészi képesség stb. De erre lett kitalálva a – már több helyszínen is megrendezett – Bogár Múzeum is, melyen mindenki bemutathatja bármilyen kézügyességét és kreativitását feltételező művét.
Az ún. bogárklubok olyan klubkezdeményezések, amelyek teljesen szabadok: bárki indíthat klubot, ami bárhogy működhet. A zártabb klubok tagsága - a mély, meghitt beszélgetések kialakulása érdekében - állandó, a szabadabb klubok viszont mindenki előtt nyitottak. A klubok működésének a segítésére segédanyagokat, kidolgozott témagyűjteményeket állítanak össze, amikből mindenki szabadon válogathat.
A Szentjánosbogár közösségnek nincs megtervezett jövője, azt figyelik, mire van igény. Nincs „formális” tagsága, mindenki „bogár”, aki annak tartja magát, akár csak egy táborban volt életében, akár rendszeres és aktív résztvevője a közösség programjainak.
Pedagógiájuk az ún. bogárpedagógia, amely sokfelé alkalmazott módszerek sajátos karakterű elegye. Legfontosabb eleme: a gyerekek lelki fejlődését a vezetők és vezetettek szeretetre, bizalomra alapuló, félelem nélküli, fesztelen kapcsolata által kívánják elősegíteni. Ezért ennek a pedagógiának nem eleme a büntetés, a harmónia sérülését, a történéseket beszélgetéssel próbálják megérteni, megértetni.
A Regnum közösséggel és a cserkészettel is szorosabb kapcsolatot ápolnak, létrehozták a három közösség kerekasztalát, ahol egymással ismerkednek és segítik is egymást.